# ФК Океан
„Океан“ е футболен клуб в гр. Находка, Приморски край, Русия. Основан е през 1979 година. През 1992 – 1993 година участва в Шампионата на Русия по футбол.

## История
Дебютът на отбора е през 1986 година в Втора лига на СССР. През 1989 година отбора печели Купата на РСФСР. През 1990 година „Океан“ спечелва бронзовите медали, а през 1991 година става победител в зона „Изток“ и, поради разпадането на Съветския съюз, попада във Висшата лига на Русия. Във Висша лига играе два сезона. Най-доброто му постижение е 14 място през 1992 година. През 1994 – 1995 година играе в Перва дивизия, от 1996 година – във Втора дивизия. През 2005 година става втори в зона „Изток“ Втора дивизия. Една година по-късно отбора заема трето място в зона „Изток“ и достига до 1/16 финал в Купа на Русия, в който отстъпва на Спартак Москва (0:6 и 1:2). Става аматьорски през 2011 година. През 2014 година заема първо място в шампионат на Приморието.

## Известни футболисти
- Александр Аверьянов
- Сергей Бондаренко
- Олег Гарин
- Игорь Захаров
- Юрий Шишкин
- Константин Ледовских
- Андрей Резанцев
- Александр Тихоновецкий
- Виктор Файзулин
- Сергей Лущан